# Tomohiko Ikoma
Tomohiko Ikoma (jap. 生駒 友彦 Ikoma Tomohiko; ur. 25 sierpnia 1932, zm. 27 kwietnia 2009) – japoński piłkarz, reprezentant kraju.

## Kariera klubowa
Od 1955 do 1966 roku występował w klubie Mitsubishi Motors.

## Kariera reprezentacyjna
W reprezentacji Japonii zadebiutował 1955. W sumie w reprezentacji wystąpił w 5 spotkaniach.

## Statystyki
| Reprezentacja Japonii | Reprezentacja Japonii | Reprezentacja Japonii |
| Rok                   | Mecze                 | Gole                  |
| --------------------- | --------------------- | --------------------- |
| 1955                  | 5                     | 0                     |
| Razem                 | 5                     | 0                     |